# Rusernas expeditioner på Kaspiska havet

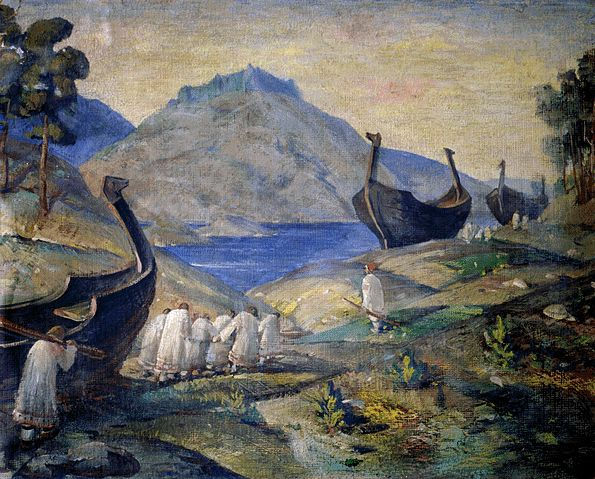
Rusiska varjager och deras långskepp i Gårdarike, målning av Nicholas Roerich.

Rusernas expeditioner på Kaspiska havet utfördes mellan 800- och 1000-talet, och omfattade bland annat flera militära expeditioner. Rusernas skepp som användes under färderna på Kaspiska havet beräknas ha kunnat ta omkring 100 personer ombord.

### Fotnoter
1. ↑  Farid Alakbarli (12-15 juli 2004). ”On Presence of Scandinavians in Caspian Sea during Middle Ages (9th-11th Centuries)” (på engelska). Institute for Medieval Studies. http://www.aamh.az/alakbarli/index.files/vikings/Vikings.htm. Läst 3 januari 2016.